# Crocetina
Crocetina es un producto natural de carotenoide, ácido dicarboxílico que se encuentra en la flor del azafrán y en Gardenia jasminoides (frutas). Forma cristales de color rojo ladrillo, con un punto de fusión de 285 °C.
La estructura química de la crocetina forma el núcleo central de la crocina, el compuesto responsable del color del azafrán .

## Estudios celulares
Crocina y crocetina pueden proporcionar neuroprotección en ratas mediante la reducción de la producción de diversas moléculas neurotóxicas, basado en un estudio de células in vitro.

## Efectos fisiológicos
Un estudio realizado en 2009 en el que participaron 14 individuos indicó que la administración oral de crocetina puede disminuir los efectos de la fatiga física en hombres sanos.
Un estudio piloto de 2010 investigó el efecto de la crocetina sobre el sueño. El ensayo clínico comprendía un estudio cruzado doble ciego, controlado con placebo en 21 hombres adultos sanos con una queja del sueño leve. Llegó a la conclusión de que la crocetina (p = 0,025) puede contribuir a la mejora de la calidad del sueño.